# Egzamin gimnazjalny
Egzamin gimnazjalny – egzamin, podczas którego sprawdzane było opanowanie wiadomości i umiejętności nabytych podczas trzyletniej nauki w gimnazjum. Egzamin odbywał się corocznie w kwietniu w latach 2002-2019.
Egzamin gimnazjalny przeprowadzany był w trzeciej klasie gimnazjum. Pierwszy egzamin gimnazjalny odbył się w Polsce w 2002 roku, natomiast ostatni w roku 2019. Był on powszechny i obowiązkowy. Przystąpienie do egzaminu było jednym z warunków ukończenia szkoły. Przewidziano jednak w przepisach wyjątkowe sytuacje, które pozwalały na zwolnienie niektórych uczniów z obowiązku przystąpienia do niego.
Laureaci lub finaliści olimpiad przedmiotowych oraz laureaci konkursów przedmiotowych o zasięgu wojewódzkim lub ponadwojewódzkim z zakresu jednego z grupy przedmiotów objętych egzaminem byli zwolnieni z odpowiedniej części egzaminu gimnazjalnego. W tym przypadku uczeń uzyskiwał z danej części egzaminu maksimum możliwych punktów. Wynik egzaminu stanowił połowę maksymalnej możliwej do osiągnięcia liczby punktów rekrutacyjnych do szkół ponadgimnazjalnych.
Egzamin był zewnętrzny, sprawdzany przez egzaminatorów powołanych przez dyrektora Okręgowej Komisji Egzaminacyjnej. Arkusze testowe były kodowane, sprawdzający nie wiedzieli, czyje prace oceniają. Wyniki egzaminu w formie zaświadczenia uczniowie otrzymywali około 1,5 miesiąca po przeprowadzeniu samego egzaminu.
Nie było możliwości niezdania egzaminu – jeśli tylko uczeń się na nim stawił, zdał egzamin. Jeśli uczeń nie rozwiązał żadnego zadania, otrzymywał jedynie wynik 0 punktów (od 2012 roku 0% punktów), który mógł mieć wpływ na jego przyjęcie do szkoły ponadgimnazjalnej.

## Formuła w latach 2002-2011

### Części egzaminu
Egzamin składał się z trzech części:
- humanistycznej – w której sprawdzana była wiedza z języka polskiego, historii, wiedzy o społeczeństwie i sztuki.
- matematyczno-przyrodniczej – w której sprawdzana była wiedza z biologii, chemii, fizyki i astronomii, geografii i matematyki.
- językowej (wprowadzony przez Ministerstwo Edukacji Narodowej od roku szkolnego 2008/2009) sprawdzana była wiedza z nowożytnego języka obcego (do wyboru: angielski, francuski, hiszpański, niemiecki, rosyjski i włoski).

Z każdej części egzaminu można było uzyskać maksymalnie 50 punktów.

#### Humanistyczna
Część humanistyczna składała się z zadań otwartych i zamkniętych, dotyczących zawartych w arkuszu tekstów i sprawdzając ich zrozumienie przez zdającego.
Zdający pisał także dwa teksty:
- krótki (najczęściej użytkowy – zaproszenie, list, streszczenie itp.),
- długi (wypracowanie na zadany temat i w podanej formie: listu, rozprawki itp.). Wypracowanie pozwalało zdobyć 15 lub 16 punktów, przy czym zdający musiał napisać tekst zapisując przynajmniej połowę przeznaczonego miejsca w arkuszu (w przeciwnym wypadku wypracowanie nie było sprawdzane).

Egzamin zwykle trwał 120 minut (180 minut – czas wydłużony).

#### Matematyczno-przyrodnicza
W części matematyczno-przyrodniczej zdający rozwiązywał zadania:
- zamknięte (wśród nich znajdowały się takie, które sprawdzały umiejętność korzystania z dostępnych w arkuszu map, wykresów, tabel i innych dołączonych informacji),
- otwarte, wymagające przedstawienia pełnego rozwiązania. Punkty za zadania otwarte przyznawano cząstkowo, za poszczególne etapy rozwiązania (rozwiązanie całego zadania nie było wymagane do zdobycia punktów).

Egzamin zwykle trwał 120 minut (180 minut – czas wydłużony).

#### Językowa
Część językowa składała się z trzech części:
1. Słuchanie – odtwarzano płytę CD, uczeń musiał odpowiedzieć na pytania związane z treścią zawartą na płycie.
2. Czytanie – uczeń musiał odpowiedzieć na pytania związane z przeczytanym tekstem.
3. Reagowanie językowe – uczeń musiał wybrać odpowiednią reakcję językową.

Egzamin zwykle trwał 90 minut (135 minut – czas wydłużony).

## Formuła w latach 2012-2019[1]

### Części egzaminu
Egzamin składał się z trzech części:
- humanistycznej – w której sprawdzano odrębnie wiedzę z języka polskiego oraz odrębnie z historii i wiedzy o społeczeństwie.
- matematyczno-przyrodniczej – w której sprawdzano odrębnie wiedzę z przedmiotów przyrodniczych: biologii, chemii, fizyki, geografii oraz odrębnie z samej matematyki.
- językowej – sprawdzano wiedzę z nowożytnego języka obcego (do wyboru: angielski, francuski, hiszpański, niemiecki, rosyjski, ukraiński i włoski). Uczeń deklarował, na jakim poziomie chce zdawać dany język (do wyboru: podstawowy i rozszerzony). Uczniowie, którzy uczyli się wybranego języka obcego od szkoły podstawowej, przystępowali obowiązkowo do egzaminu na poziomie rozszerzonym.

W nowej formule egzaminu wynik podawano w procentach i centylach.

#### Humanistyczna
- Egzamin z zakresu języka polskiego trwał 90 minut (135 minut – czas wydłużony).
- Egzamin z zakresu historii i społeczeństwa trwał 60 minut (80 minut – czas wydłużony).

#### Matematyczno-przyrodnicza
- Egzamin z zakresu matematyki trwał 90 minut (135 minut – czas wydłużony).
- Egzamin z zakresu przedmiotów przyrodniczych trwał 60 minut (80 minut – czas wydłużony).

#### Językowa
- Egzamin na poziomie podstawowym trwał 60 minut (80 minut – czas wydłużony).
- Egzamin na poziomie rozszerzonym trwał 60 minut (90 minut – czas wydłużony).